# Communauté de communes du Pays d'Argentat
La communauté de communes du Pays d'Argentat est une ancienne communauté de communes française, située dans le département de la Corrèze et la région Nouvelle-Aquitaine.
En 2017, elle fusionne pour former la nouvelle communauté de communes Xaintrie Val'Dordogne.

## Composition
Elle regroupe 11 communes
| Nom                      | Code Insee | Gentilé         | Superficie (km2) | Population (dernière pop. légale) | Densité (hab./km2) |
| ------------------------ | ---------- | --------------- | ---------------- | --------------------------------- | ------------------ |
| Argentat (siège)         | 19010      | Argentacois     | 22,41            | 2 977 (2014)                      | 133                |
| Albussac                 | 19004      | Albussacois     | 36,26            | 709 (2014)                        | 20                 |
| Forgès                   | 19084      | Forgésiens      | 10,43            | 321 (2014)                        | 31                 |
| Monceaux-sur-Dordogne    | 19140      | Moncellois      | 36,93            | 652 (2014)                        | 18                 |
| Neuville                 | 19149      | Neuvillois      | 14,29            | 197 (2014)                        | 14                 |
| Saint-Bonnet-Elvert      | 19186      |                 | 18,37            | 207 (2014)                        | 11                 |
| Saint-Chamant            | 19192      |                 | 14,05            | 503 (2014)                        | 36                 |
| Saint-Hilaire-Taurieux   | 19212      |                 | 8,61             | 90 (2014)                         | 10                 |
| Saint-Martial-Entraygues | 19221      |                 | 7,39             | 75 (2014)                         | 10                 |
| Saint-Martin-la-Méanne   | 19222      | Saint-Martinois | 27,70            | 343 (2014)                        | 12                 |
| Saint-Sylvain            | 19245      |                 | 7,49             | 141 (2014)                        | 19                 |

## Sources
- Le SPLAF (Site sur la Population et les Limites Administratives de la France)
- La base ASPIC de la Corrèze